# Emmy Sauerbeck
Emmy Sauerbeck (* 31. Dezember 1894 in London; † 1974) war eine Tänzerin, Choreographin und Tanzpädagogin.
Geboren 1894 in London als Kind deutscher Auswanderer, studierte sie ab 1914 in Zürich Geige und Tanz, namentlich bei Rudolf von Laban. Sie heiratete den Maler Rudolf Junghans – die Ehe wurde später geschieden – und war als Rhythmiklehrerin in Bern tätig.
Dort gründete sie 1922 die „Schule für Bewegung“, eine Tanzschule, mit deren Tanzgruppe sie u. a. mit großem Erfolg am Stadttheater Bern auftrat. Nach Sauerbecks Tod 1974 führte ihre Schülerin Ursula Blatter-Aeberhard die Schule weiter. Sie stellte den Betrieb Ende Juni 2012 ein.
Der Nachlass von Emmy Sauerbeck wird im Deutschen Tanzarchiv Köln aufbewahrt.